# Chapelle Notre-Dame-de-Pitié (Lanvellec)
Pour les articles homonymes, voir Chapelle Notre-Dame-de-Pitié.

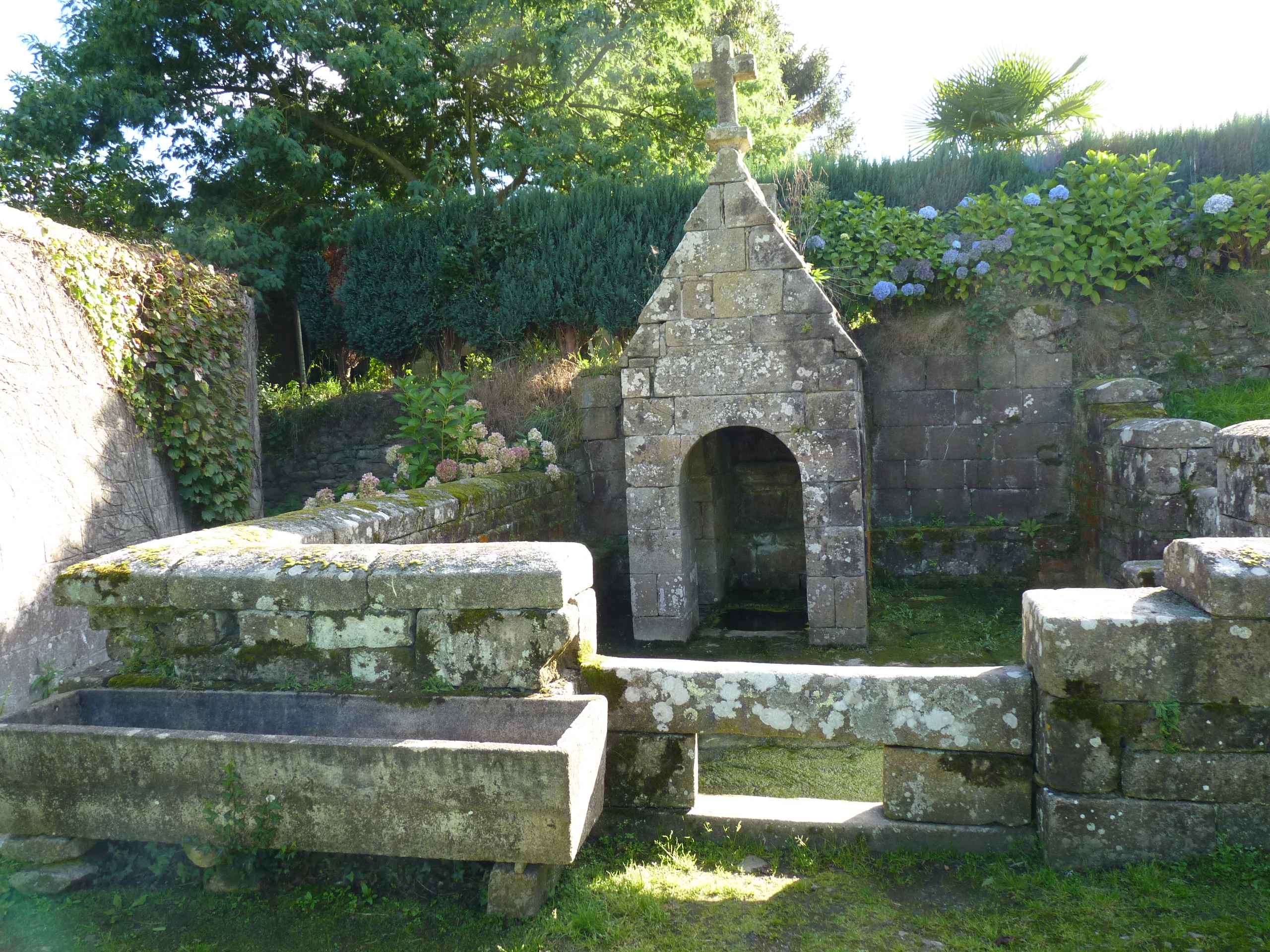
La fontaine

La chapelle Notre-Dame-de-Pitié est une chapelle mariale située dans le village de Saint-Carré à 5 km du bourg de Lanvellec dans le département français des Côtes-d'Armor en région Bretagne.

## Historique
Cette chapelle remplace une ancienne chapelle frairienne mentionnée dès le XIIe siècle et ruinée lors des guerres de la Ligue. Sa reconstruction fut décidée à la suite de trois apparitions de la Vierge à Jean Bizien, un paysan de Lanvellec, vers 1660.
Construite entre 1695-1697, la chapelle est en forme de croix latine orientée à chevet plat, composé d'une nef simple, d'un transept et d'un chœur prolongé d'une sacristie. Le clocher-mur et une partie de la nef, partiellement détruits par la foudre en 1875, sont reconstruits trois ans plus tard. La porte s'ouvrant à la base du clocher est surmontée d'une loggia abritant une statue de la Vierge, objet d'un pardon à la Pentecôte. L'intérieur présente un décor du XVIIIe siècle ainsi qu'une voûte lambrissée et des entraits peints en 1890.
L'édifice est entouré d'un placître dont l'enclos à échaliers se signale par un portail et deux croix. À l'extérieur de l'enclos se trouve une fontaine de dévotion édifiée en 1700, à laquelle on attribuait un pouvoir de guérison du rachitisme, de la dépression et de la langueur.
Le clocher ainsi que les deux piliers du portail d'entrée de l'enclos entourant la chapelle a fait l’objet d’une première inscription au titre des monuments historiques depuis le 6 mars 1925, puis d'une deuxième pour inscrire la totalité de la chapelle avec son placître et sa fontaine.